# Sergio Pazos
Luis Sergio Pazos Huete (Orense, Galicia, 4 de abril de 1965) es un actor, cómico, presentador y reportero español.

## Biografía
Comenzó en los años 80 con las compañías teatrales Caritel y CDG.
Aunque nunca ha dejado de trabajar en Galicia, donde es especialmente popular por su papel de Paspallás en la comedia Pratos combinados, a principios de los 90 empieza a aparecer en distintas series nacionales. En 1996 salta a la fama al convertirse en uno de los reporteros del exitoso programa Caiga quien caiga, presentado por El Gran Wyoming.
Ha participado en distintos largometrajes, obras teatrales e incluso en el programa de telerrealidad La isla de los famosos.
En 2006 fue colaborador del magacín vespertino de Cuatro, Channel nº4, presentado por Boris Izaguirre y Ana García Siñeriz y presentador del programa "Gincana Tivi Show" en Aragón Televisión.

## Películas
- Ni se te ocurra... (1990), de Luis María Delgado.
- Un soño de verán (1992) (Televisión) Como Tomás Fuciños.
- A Fiestra valdeira (1994)
- La ley de la frontera (1995), de Adolfo Aristarain. Como Lamacide.
- A Esmorga (1997) (Televisión) Como Milhomes/Coro.
- Airbag (1997), de Juanma Bajo Ulloa. Como copiloto del camión de Souza.
- Muertos de risa (1999), de Álex de la Iglesia. Como Legionario brutal.
- Galáctea: A conquista da via láctea (2001), de Cora Peña. Como Cacha.
- Tuno negro (2001), de Pedro L. Barbero y Vicente J. Martín. Como Alacrán.
- Binomio. Los siameses españoles (2002), de Miguel Ángel Escudero.
- Las rubias los prefieren caballeros (2002), de Álex Sampayo. Como Álex.
- Lisístrata (2002, de Francesc Bellmunt. Como Oficial Bitón.
- El lápiz del carpintero (2003), de Antón Reixa. Como Sargento Somoza.
- ¡Hay motivo! (2004), de Álvaro del Amo y Vicente Aranda.
- Hot Milk (2005), de Ricardo Bofill. Como Panorámix.
- El don de la duda. (2006), de Albert Ponte.

## Televisión

### Como reportero
- Caiga quien caiga (1996-2002).
- Vuélveme loca (2010-2011).

### Como colaborador
- Channel nº4 (2006). Cuatro.

### Como actor
Serie  Auga Seca de HBO. Inspector Viñas.

### Personajes fijos
- O campo de atrás (1987)
- A tumba aberta (1988)
- Pratos combinados (1995-2006) - Como Paspallás. TVG.
- Cuéntame como pasó (2009-2013, 2015-2016) - Pepe, el conductor de Antonio Alcántara y más tarde camarero del bistró y novio de Paquita.
- Las crónicas de Maia (2012) - Padre Abad de la Iglesia.

### Personajes episódicos
- Farmacia de guardia (1993). Como Floro Núñez. Antena 3.
- Los ladrones van a la oficina (1994). Antena 3.
- Todos los hombres sois iguales (1995). Telecinco.
- Periodistas (2001). Telecinco.
- Amar es para siempre, como "Gustavo Galán" "El Trapis" (2015)
- Gym Tony, como "Primo de Evaristo" (2015)
- La que se avecina, como Santiago Trillo (2020)

## Premios otorgados
- 2019 - Galardón Talamanca de Cine[1]